# Climent Cuspinera i Oller
Climent Cuspinera i Oller   (Caldes de Montbui, 1842 - Caldes de Montbui, 26 de setembre de 1899) fou un compositor i escriptor català.
Es va incorporar a l'Escolania del monestir de Montserrat l'any 1850. Allà va rebre la seva formació musical sota la tutela del pare Boada i el pare Rafael Palau, amb qui es va desplaçar a Granollers per aprofundir en els estudis de piano, orgue, violí i composició. També va cursar lleis a Barcelona.
Fou organista de l'església parroquial de Caldes de Montbui, on va tenir diversos alumnes, entre ells Alfons Solà i Xancó, qui li estrenà una Nadala a l'església parroquial de la seva vila nadiua. Posteriorment, fou mestre de capella al monestir de Santa Clara de Barcelona i director de l'ensenyament musical de la Casa de la Caritat. Col·laborà amb Josep Anselm Clavé en l'organització de cors populars i fundà l'Euterpe Caldense, per al qual va compondre obres que van ser reconegudes dins de les societats corals barceloneses. El 1876 la seva composició per a veus solistes va ser premiada per l'unic guardó del Clavé.
Compongué obres de música religiosa com Passió i mort de Nostre Senyor Jesucrist (un drama amb música), corals com Los segadors, Los llenyaters (compostes per l'Euterpe Caldense) i sarsueles com La mar vella, amb lletra d'Eduard Aulès i El maldito, melodrama amb música amb llibre de Perillan i Buxó. Publicà articles de crítica musical a El Diluvio i al Diario de Barcelona, els volums de poesia Flors boscanes (1878) i Primavera (1880), i una Guía cicerone del viajero o bañista en Caldas de Montbuy (1873).
Recentment, la formació musical Vocàlic, ha dut un projecte de recuperació de l'obra de Climent Cuspinera, recuperant, editant i enregistrant les seves partitures mitjançant la creació de l'Orfeó Climent Cuspinera, dirigit per Xesco Camps Vidal. S'han recuperat 56 partitures i se n'han enregistrat 16, algunes incloses al disc INÈDITS XIX i al Canal youtube, que integra, entre da'ltres els Rigodons Bèl·lics, Celistia, Lanceros de Lusitania, La Llibertat, Americana Aurora, etc. La formació musical, a banda d'anar recuperant les partitures, està recuperant la documentació per tal de completar la seva biografia.